# Crinum viviparum
Crinum viviparum là một loài thực vật có hoa trong họ Amaryllidaceae. Loài này được (Lam.) R.Ansari & V.J.Nair mô tả khoa học đầu tiên năm 1987.

## Hình ảnh

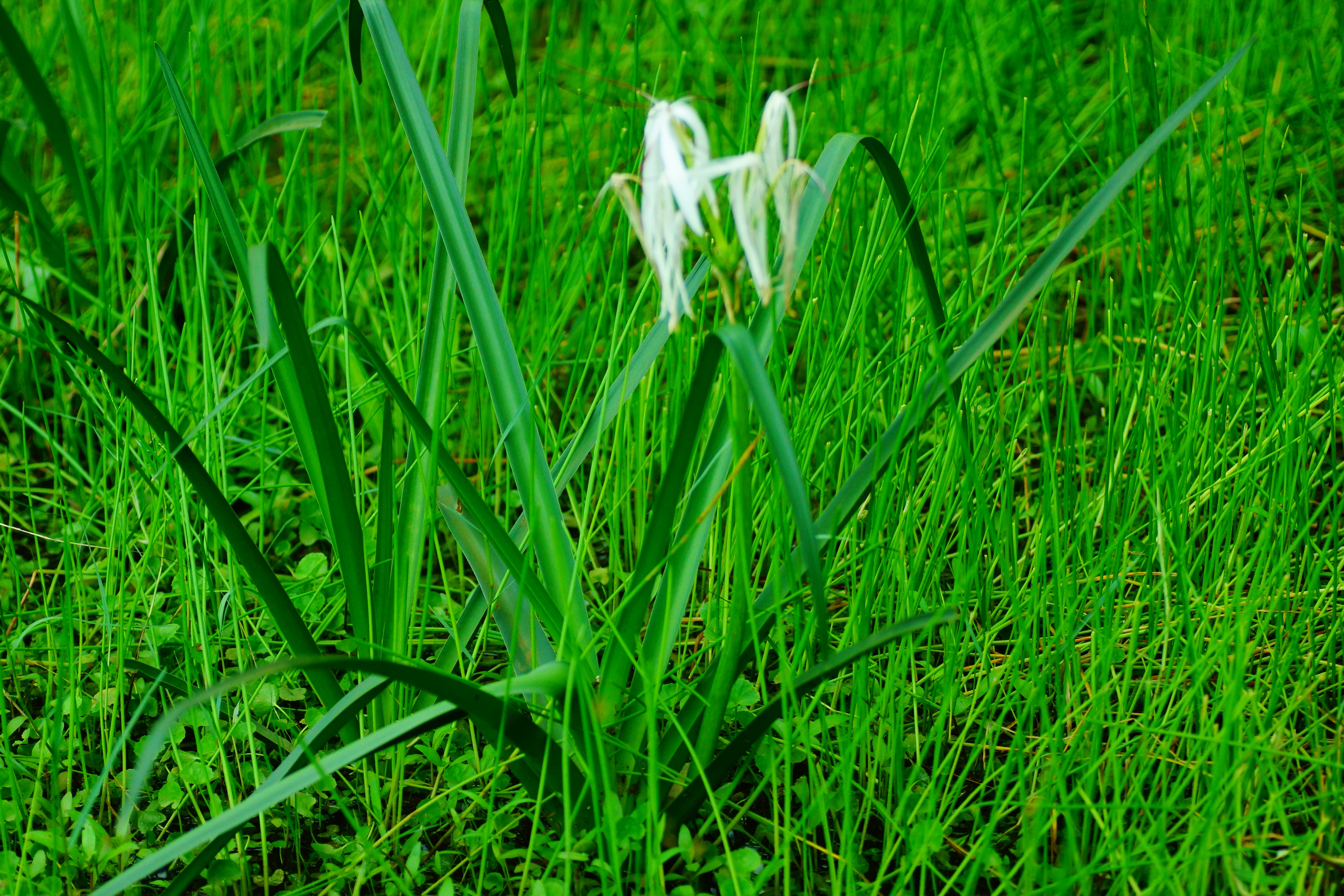
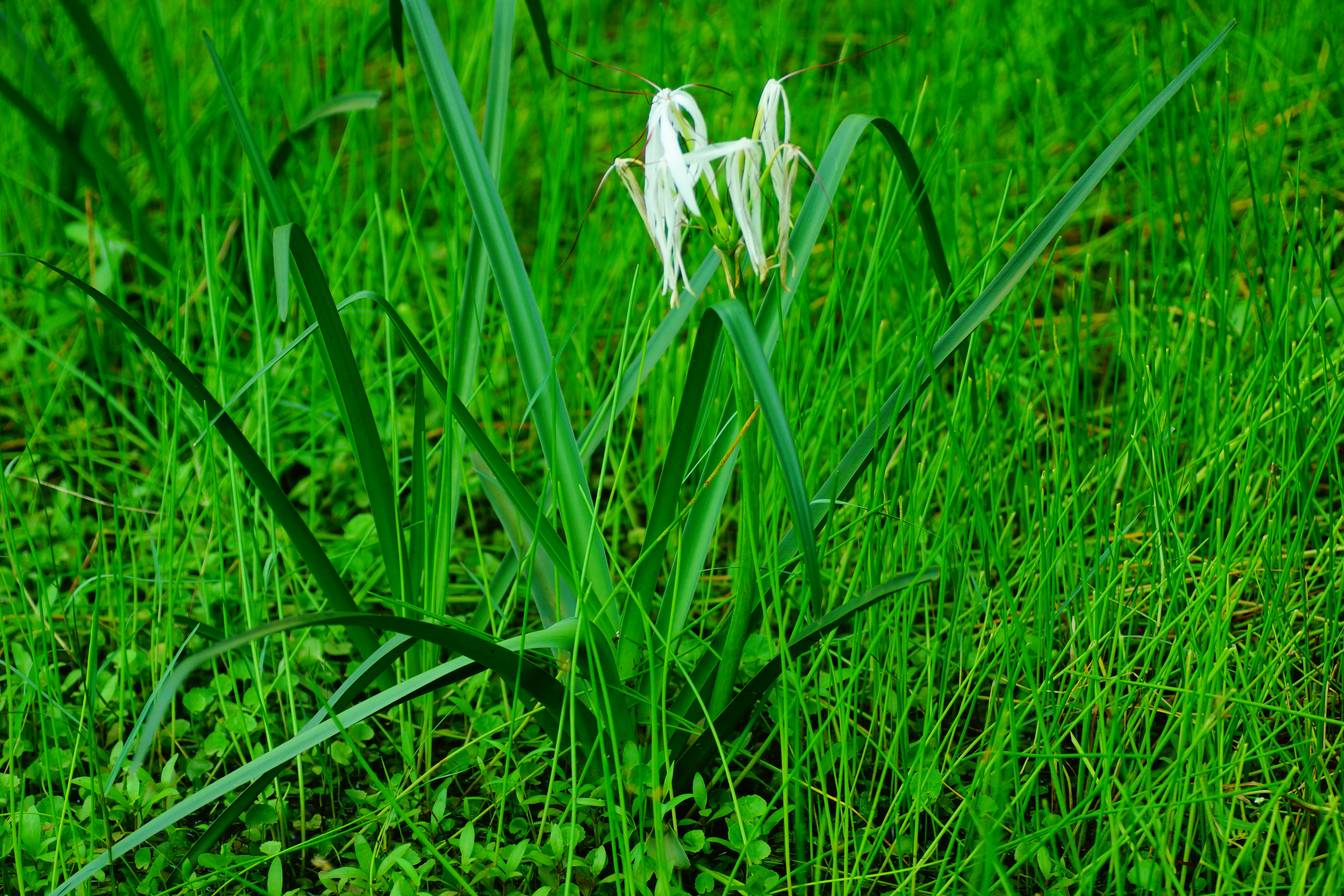
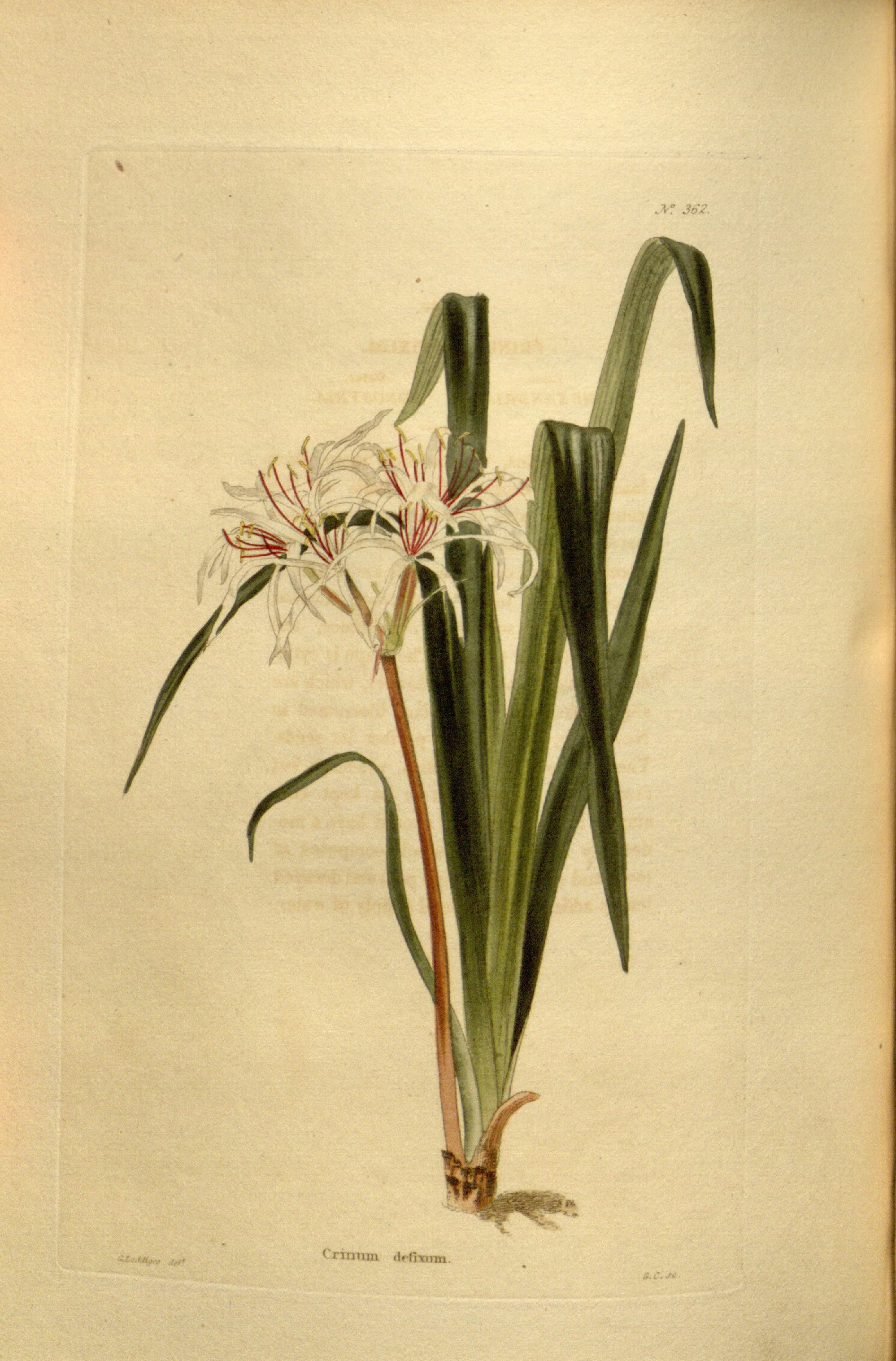
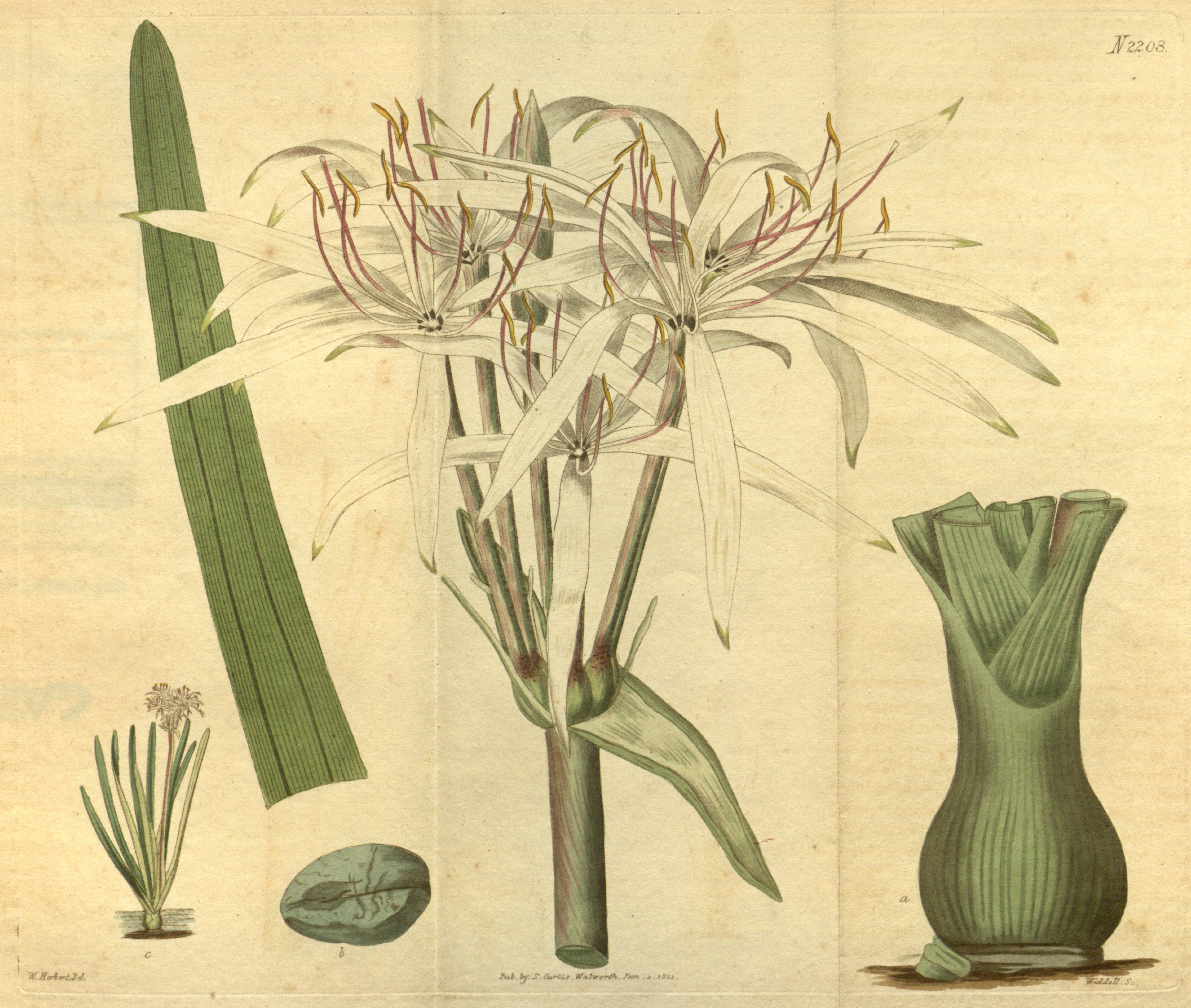